# Sabrina the Teenage Witch (film)
Sabrina the Teenage Witch is een Amerikaanse televisiefilm uit 1996, gebaseerd op de gelijknamige stripserie van Archie Comics. De film werd geregisseerd door Tibor Takács. Hoofdrollen worden vertolkt door Melissa Joan Hart, Sherry Miller, Charlene Fernetz en Michelle Beaudoin.

## Verhaal
De film draait om Sabrina Spellman, een tiener die bij haar tantes woont in het plaatsje Riverdale. Op haar 16e ontdekt ze dat ze een heks is.
Sabrina wordt verliefd op Seth, een van de knapste jongens van haar school. Hij heeft al een relatie met Katie La More. Sabrina probeert met haar magie Seth zover te krijgen dat hij haar ziet staan. Ze gebruikt haar magie om een wedstrijd te winnen en krijgt zo de aandacht van Seth. Wanneer Katie Sabrina’s geheim ontdekt, is Sabrina gedwongen haar in een hond te veranderen zodat ze dit niet doorvertelt.
Ondertussen heeft een andere jongen genaamd Harvey een oogje op Sabrina en hoopt dat ze van gedachten verandert over Seth. Uiteindelijk beseft Sabrina dat het verkeerd is Seth met magie voor zich te winnen, verandert Katie terug, en laat haar en Seth hun relatie voortzetten. Zelf begint ze een relatie met Harvey.

## Rolverdeling
| Acteur             | Personage          |
| ------------------ | ------------------ |
| Melissa Joan Hart  | Sabrina Sawyer     |
| Sherry Miller      | Tante Hilda        |
| Charlene Fernetz   | Tante Zelda        |
| Michelle Beaudoin  | Marnie Littlefield |
| Ryan Reynolds      | Seth               |
| Tobias Mehler      | Harvey             |
| Lalainia Lindbjerg | Katie La More      |
| Laura Harris       | Freddie            |
| Kea Wong           | Fran               |
| Jo Bates           | Coach              |
| Janine Cox         | Sales Clerk        |
| Biski Gugushe      | Larry              |
| Tyler Labine       | Mark               |
| Jim Swansburg      | Mr. Dingle         |
| Noel Geer          | Jeff               |

## Achtergrond
De film diende als basis voor de sitcom Sabrina, the Teenage Witch. De serie begint qua verhaal weer van voor af aan en negeert de gebeurtenissen uit de film.
De film kreeg van de MPAA de rating PG mee vanwege de thematische elementen.